# RD-120
RD-120 (11Д123, ракетный двигатель-120)は1985年にエネゴマシュによってゼニットシリーズの2段目に使用する為に開発された液体燃料ロケットエンジンである。ウクライナのユージュマシュで生産される。RD-120はソビエトのロケットエンジンの主任設計者だったヴァレンティン・グルシュコが1976年から1985年にかけてレニングラード・気体力学研究所(現NPOエネゴマシュ)で開発したものである。RD-120はゼニットの2段目に搭載され、真空中での運転に最適化されている。派生型は、推力を増強したタイプと、大気圧中の使用に最適化された1段目使用目的のタイプが2種類の、計3種類がある。後者のエンジンはRD-120KとRD-120Mと呼ばれ、ノズル長を短縮して海水面レベルで点火・作動を始めるのに最適化されている。このエンジンを使用する打上げロケットは現在まだ無い。2003年以降のゼニット3SLには、2001年から開発が始まった、推力が10％増強された前述したエンジンが使用される。1985年の最初の打ち上げから2006年まで推力増強型を含め60基が使用された。

## 歴史
RD-120の開発は共産党の閣僚とソビエト社会主義共和国連邦評議会の中央委員会の決定によって1976年3月16日にゼニットロケットの開発の開始と同時にエネゴマシュで開始された。Vitaliy Radovskyの監督下で行われた開発の目的はゼニットロケットの第2段の為の真空中でより優れた比推力の単一の燃焼室のロケットエンジンを開発することだった。
1982年までにエネゴマシュで試験機が製造され後にユージュマシュに製造が移管された。1985年まで地上試験が行われた。
最初のRD-120を搭載したゼニットの打ち上げは1985年4月12日に予定された。当日、バイコヌール宇宙基地は砂嵐に見舞われた。しかしながら、最初の打ち上げは打ち上げ11分前に問題が見つかり中止された。打ち上げは翌日まで延期され、4月13日に実行された。離昇は成功したが、燃料の供給の制御が不適切だった為に計画以上の燃料を消費しケロシンの燃料タンクは空になり410秒後に制御不能となった。原因はチームがケロシンの消費を減らす為に制御プログラムを変更した事によるものだった。
ゼニットロケットの2回目の打ち上げは1985年6月21日に行われ、2段目が原因となり再び失敗した。RD-120主エンジンは正常に作動したが、方向制御用のRD-8エンジンが爆発した事により失敗した。同年10月22日、ゼニットの3回目の打ち上げが行われ初めて成功した。打上げは完璧だった。
1995年、10月11日と18日にロシア製のロケットエンジンが歴史上初めてアメリカ合衆国で試験された。試験はRD-120がアメリカ製のケロシン燃料を使用した場合の性能とアメリカのロケットに搭載した時の適合性を調査する為に行われた。プラット&ホイットニー社のE-8試験台で実施された。試験は成功した。
さらにオービタル・サイエンシズが当時、開発していたX-34宇宙往還機へRD-120を搭載する事も検討された。試験は別の候補であるRS-27と比較され、ロシアのエンジンはより強力でより好ましいとされた。しかしながら、1996年、X-34の作業は中断され計画は最終的には打ち切られた。

## 開発と使用
RD-120はケロシンと液体酸素を予め予燃焼室で燃焼してその燃焼ガスでターボポンプを駆動する2段燃焼方式である。ソユーズロケットの2段目に使用されるRD-0110エンジンやRD-0124のように、主エンジンとして働くRD-120はそれ自体は固定され可動しない。姿勢制御の為のバーニアエンジンとして、4基のチャンバーノズルそれぞれが1軸方向のみ±33°の角度で首を振るジンバル構造したRD-8エンジンが、RD-120エンジンを中心にして取り囲む。
このエンジンの他の特徴として出力を80%まで抑える事が可能である。RD-253の燃料ポンプと似ており、酸化剤の全量と燃料の一部が予燃焼室で比較的低温で燃焼され、ターボポンプを駆動する。タービンは予燃焼室から供給されるガスで駆動される。予燃焼室からの酸素リッチの排出ガスは主燃焼室に送られ、燃料が加えられ燃焼する。この設計のエンジンは燃焼室の圧力が160 barに達し、ポンプを駆動した後のガスは捨てられずに燃焼室へ送られ有効に利用される。
RD-120の派生機種として、ロケットの第一段での使用を想定して海面高度で運転されるように設計されたRD-120K (RD-123とも呼ばれる)とRD-120Mがある。それらはRD-120やその推力強化型と異なり、チャンバー自体が二方向に±6°の首振りが可能で(大気圏内で使用する為に膨張比の小さい)短縮されたノズルを持つ。開発は1994年ごろに始まり1996年に試作機が試験されたが量産には至らなかった。

## 仕様
|                              | RD-120     | RD-120K    |
| ---------------------------- | ---------- | ---------- |
| ケロシン/液体酸素混合比      | 2,6        | 2,6        |
| 全高                         | 3,87 m     | 2,80 m     |
| 直径                         | 1,95 m     | 1,50 m     |
| 乾燥重量                     | 1125 kg    | 1433 kg    |
| 推力重量比 (海面高度/真空中) | 75,5       | 62,2       |
| 燃焼室直径                   | ? mm       | ? mm       |
| 燃焼室圧力                   | 163 Bar    | 172 Bar    |
| 真空中推力                   | 833 kN     | 873 kN     |
| 比推力 (海面高度/真空中)     | 3500 Ns/kg | 3360 Ns/kg |